# Firlant
Firlant – kolonia wsi Radońsk w Polsce położona w województwie kujawsko-pomorskim, w powiecie sępoleńskim, w gminie Sępólno Krajeńskie.
W latach 1975–1998 kolonia administracyjnie należała do województwa bydgoskiego.